# Manca Slabanja
Manca Slabanja, slovenska smučarska tekačica, * 8. avgust 1995.
Manca je za Slovenijo nastopila na Zimskih olimpijskih igrah 2018.

## Rezultati
Podatki temeljijo na uradni spletni strani Mednarodne smučarske zveze (FIS).

### Olimpijske igre
| Leto | Starost | 10 km posamično | 15 km skupinski štart | zasledovalna tekma | 30 km | šprint | 4 × 5 km štafeta | ekipni šprint          |
| ---- | ------- | --------------- | --------------------- | ------------------ | ----- | ------ | ---------------- | ---------------------- |
| 2018 | 22      | 54              | N/A                   | 59                 | —     | —      | —                | ženski ekipni šrint\|— |

### Svetovni pokal

#### Uvrstitve po sezonah
| Sezona | Starost | Uvrstitev po disciplinah | Uvrstitev po disciplinah | Uvrstitev po disciplinah | Uvrstitev po disciplinah | Uvrstitev na Ski Touru | Uvrstitev na Ski Touru | Uvrstitev na Ski Touru   | Uvrstitev na Ski Touru |
| Sezona | Starost | skupno                   | razdalja                 | šprint                   | U23                      | Nordic Opening         | Tour de Ski            | finale Svetovnega pokala | Ski Tour Kanada        |
| ------ | ------- | ------------------------ | ------------------------ | ------------------------ | ------------------------ | ---------------------- | ---------------------- | ------------------------ | ---------------------- |
| 2016   | 20      | NC                       | —                        | NC                       | NC                       | —                      | —                      | N/A                      | —                      |
| 2017   | 21      | NC                       | NC                       | —                        | NC                       | —                      | —                      | —                        | N/A                    |
| 2018   | 22      | NC                       | NC                       | NC                       | NC                       | —                      | —                      | —                        | N/A                    |
| 2019   | 23      | NC                       | —                        | NC                       | N/A                      | —                      | DNF                    | —                        | N/A                    |